# Bourzanga
Bourzanga  là một department of Bam (tỉnh) ở bắc trung bộ Burkina Faso. Thủ phủ là thị xã cùng tên. Theo điều tra dân số năm 2006, dân số là 48.545 người.

## Các thị xã và làng xã
- Abra
- Alamanini
- Alga
- Alga-Fulbé
- Bani
- Bassé
- Bassé-Fulbé
- Bondé
- Bonga
- Boulounga
- Bolkiba
- Bourzanga
- Diagadéré
- Doundégué
- Felenga
- Fétorané
- Felenga Fulbé
- Kiéké
- Kièka Fulbé
- Kourao
- Maléoualé
- Mawarida
- Nafo
- Namassa
- Namssiguia
- Napalgue
- Nioumbila
- Ouemtenga
- Pissélé
- Sam
- Sam-Fulbé
- Sanare
- Selnore
- Selnoré-Fulbé
- Singtenga
- Tabaongo
- Tebera
- Zana
- Zana Mogo
- Zomkalga
- Zon